# Kicks

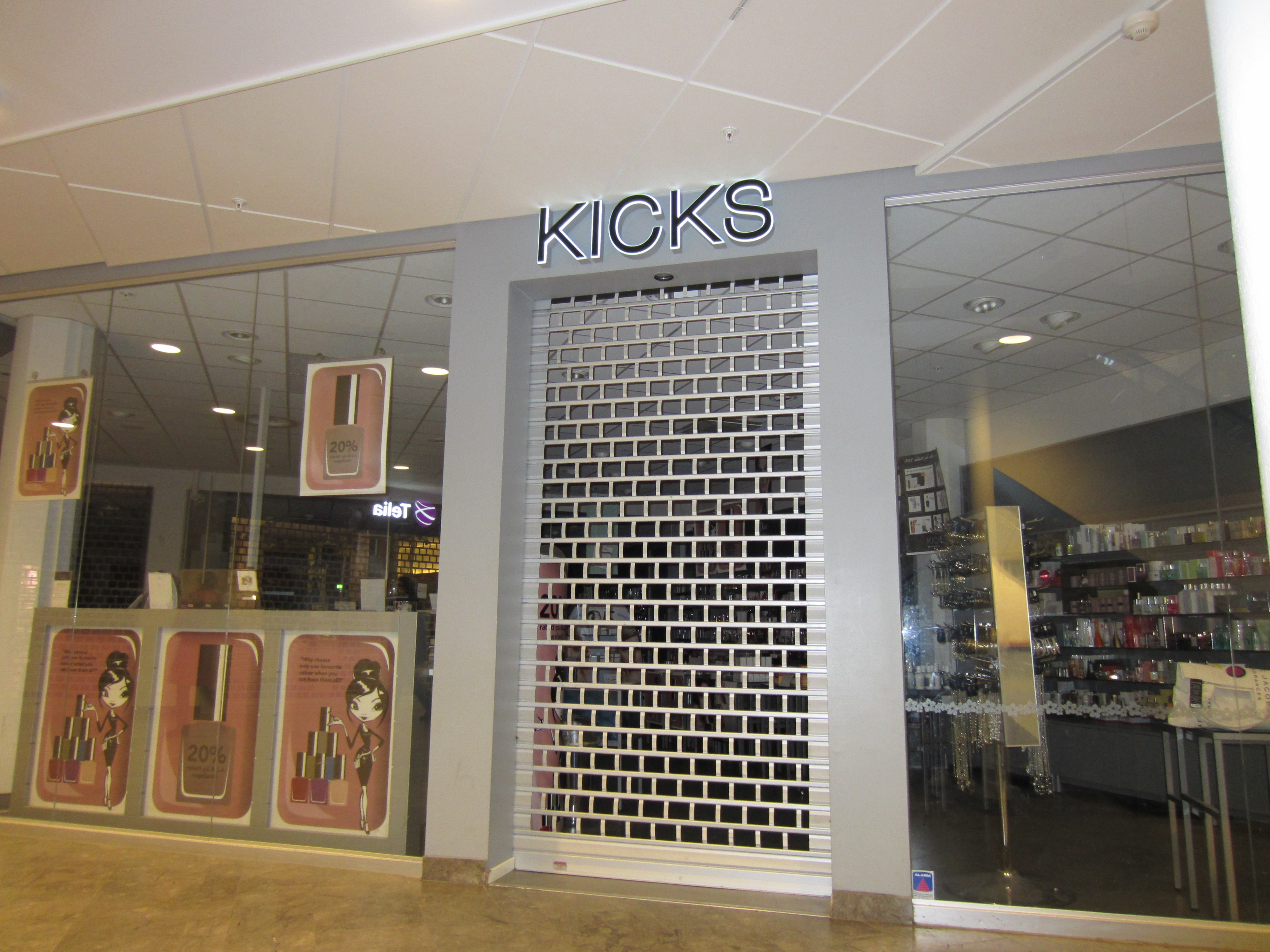
Kicks i Umeå.

Kicks Kosmetikkedjan AB är en av Nordens ledande kosmetikkedjor.
Idag har Kicks över 250 butiker i Sverige, Norge och Finland.  
Företaget startades 1991 av Kooperativa Förbundet. I maj 2002 förvärvades Kicks av nuvarande Axstores-koncernen, som ingår i Axel Johnson AB som ägs av Antonia Ax:son Johnson med familj.